# Turn-Weltmeisterschaften 1903

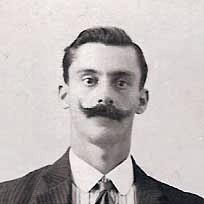
Der Franzose Joseph Martínez war der erfolgreichste Teilnehmer des 27. Belgischen Turnfestes im August 1903.

Das 27. Belgische Turnfest (niederländisch Belgisch Turnbondsfeest; französisch Fête Fédérale Belge de Gymnastique) wurde vom 14. bis zum 18. August 1903 in Antwerpen, der Heimatstadt des Verbandspräsidenten Nicolaas Jan Cupérus, ausgetragen. Die Veranstaltung im Vélodrome du Sud wurde später von der Fédération Internationale de Gymnastique zur ersten Turn-Weltmeisterschaft erhoben. Einziger offizieller Wettbewerb war der Mannschaftsmehrkampf, an dem sich schließlich die teilnehmenden Nationen Belgien, Frankreich, Luxemburg und die Niederlande mit jeweils neunköpfigen Riegen beteiligten, nachdem die Mannschaften aus Italien, Norwegen und Ungarn die Teilnahme nach der Meldung zurückgezogen hatten. Bei den bekannten Ergebnissen im Einzelmehrkampf, an den Geräten Barren, Pauschenpferd (Kombination mit dem Sprung), Reck und Ringe handelt es sich dementsprechend um Resultate, die erst später vom Weltverband anerkannt wurden. Frauen durften am Wettbewerb nicht teilnehmen.

## Medaillengewinner
| Disziplin       | Gold                                            | Silber                                         | Bronze                   |
| --------------- | ----------------------------------------------- | ---------------------------------------------- | ------------------------ |
| Mannschaft      | Frankreich                                      | Belgien                                        | Luxemburg                |
| Einzelmehrkampf | Joseph Martínez                                 | Joseph Lux Georges Wierinckx                   | —                        |
| Barren          | François Hentges Joseph Martínez                | —                                              | André Bordang Eugène Dua |
| Pauschenpferd   | Georges Dejaeghère Joseph Lux Hendricus Thijsen | —                                              | —                        |
| Reck            | Joseph Martínez                                 | Jules Lecoutre Pierre Payssé Charles van Hulle | —                        |
| Ringe           | Joseph Martínez                                 | Joseph Lux François Walravens                  | —                        |

## Ergebnisse

### Mannschaft
| Rang | Team | Punkte       |
| ---- | --- | ------------ |
| 1    | FrankreichAllégre, Joseph Bollet, Gustave Charmoille, Daube, Georges Dejaeghère, Jules Lecoutre, Joseph Lux, Joseph Martínez, Pierre Payssé                  | 116 (1044)   |
| 2    | BelgienJan Calson, Eugène Dua, Charles Lannie, Paul Mangin, Auguste van Ackere, Albert van de Roye, Charles van Hulle, François Walravens, Georges Wierinckx | 109 (981)    |
| 3    | LuxemburgAndré Bordang, Antoine Bordang, Paul Fournelle, François Hentges, Albert Kayser, Theodore Kimmes, Nicolas Kummer, Jean Lacaff, Martin Müller        | 101 (909)    |
| 4    | Niederlande | 95,5 (859,5) |

### Einzelmehrkampf
| Rang | Turner                       | Punkte |
| ---- | ---------------------------- | ------ |
| 1    | Joseph Martínez              | 122,00 |
| 2    | Joseph Lux                   | 121,50 |
| 2    | Georges Wierinckx            | 121,50 |
| 4    | Georges Dejaeghère           | 121,00 |
| 5    | Jules Lecoutre               | 119,00 |
| 6    | Charles van Hulle            | 118,50 |
| 7    | Eugène Dua                   | 115,00 |
| 8    | Pierre Payssé                | 114,50 |
|      |                              |        |
| 9    | François Hentges (Bonneweg)  | 111,50 |
| 14   | Paul Fournelle (Luxemburg)   | 107,00 |
| 17   | Martin Müller (Clausen)      | 104,00 |
| 18   | André Bordang (Stadtgrund)   | 103,50 |
| 20   | Nicolas Kummer (Bonneweg)    | 100,50 |
| 21   | Antoine Bordang (Clausen)    | 100,00 |
| 23   | Albert Kayser (Bettemburg)   | 96,50  |
| 27   | Theodore Kimmes (Stadtgrund) | 91,00  |
| 28   | Jean Lacaff (Bonneweg)       | 90,00  |

### Barren
| Rang | Turner           | Punkte |
| ---- | ---------------- | ------ |
| 1    | François Hentges | 20,00  |
| 1    | Joseph Martínez  | 20,00  |
| 3    | André Bordang    | 19,50  |
| 3    | Eugène Dua       | 19,50  |

### Pauschenpferd
| Rang | Turner             | Punkte |
| ---- | ------------------ | ------ |
| 1    | Georges Dejaeghère | 18,00  |
| 1    | Joseph Lux         | 18,00  |
| 1    | Hendricus Thijsen  | 18,00  |

### Reck
| Rang | Turner            | Punkte |
| ---- | ----------------- | ------ |
| 1    | Joseph Martínez   | 20,50  |
| 2    | Jules Lecoutre    | 20,00  |
| 2    | Pierre Payssé     | 20,00  |
| 2    | Charles van Hulle | 20,00  |

### Ringe
| Rang | Turner             | Punkte |
| ---- | ------------------ | ------ |
| 1    | Joseph Martínez    | 20,00  |
| 2    | Joseph Lux         | 19,00  |
| 2    | François Walravens | 19,00  |

## Medaillenspiegel
| Rang | Land        |   |   |   | Gesamt |
| ---- | ----------- | - | - | - | ------ |
| 1    | Frankreich  | 7 | 4 | — | 11     |
| 2    | Luxemburg   | 1 | — | 2 | 3      |
| 3    | Niederlande | 1 | — | — | 1      |
| 4    | Belgien     | — | 4 | 1 | 5      |